# Alexandru Proca

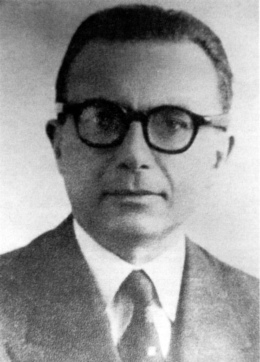
Alexandru Proca

Alexandru Proca (* 16. Oktober 1897 in Bukarest; † 13. Dezember 1955 in Paris) war ein rumänisch-französischer Physiker.
Proca ging zum Studium nach Paris, wo er sein Physikdiplom bei Marie Curie erwarb und von 1925 an in deren Institut du Radium arbeitete. 1931 wurde er französischer Staatsbürger. Er wurde 1933 bei Louis de Broglie in theoretischer Physik promoviert (Über die relativistische Theorie von Dirac´s Elektron). Zur Prüfungskommission gehörten auch Léon Brillouin und Jean Perrin. 1929 wurde er Herausgeber der Annales de l'Institut Henri Poincaré. 1934 war er mit einem Rockefeller-Stipendium bei Erwin Schrödinger an der Friedrich-Wilhelms-Universität zu Berlin und bei Niels Bohr am Institut für theoretische Physik der Universität Kopenhagen, wo er auch Werner Heisenberg und George Gamow traf.
Er entwickelte 1936 die Theorie der Kernkräfte über den Austausch von Vektormesonen (mit Spin 1). Die nach ihm benannte Proca-Gleichung beschreibt ein massives Spin-1-Teilchen in der relativistischen Quantenmechanik. Seine Theorie wurde von Hideki Yukawa in dessen Mesonentheorie der Kernkräfte benutzt, die allerdings ein Spin-0-Teilchen (Pion) verwendet. Vektormesonen spielten erst später eine Rolle in der Theorie der Kernkräfte und der elektroschwachen Wechselwirkung. Betrachtet man z. B. eine Elektrodynamik mit massiven Photonen (die Vektorbosonen sind, das heißt Spin 1 haben), wird diese durch die Maxwell-Proca-Gleichungen beschrieben, die im Grenzfall verschwindender Photonenmasse in die Maxwell-Gleichungen übergehen.
Seine Theorie der Vektormesonen verschaffte ihm internationale Anerkennung. 1939 wurde er zur Solvay-Konferenz eingeladen, die allerdings wegen des Kriegsausbruchs nicht stattfand. Im Zweiten Weltkrieg war er kurze Zeit leitender Ingenieur beim französischen Rundfunk und ging 1943 nach Portugal, wo er Vorlesungen in Porto hielt, und war 1943 bis 1945 in England. Von 1946 an war er wieder in Paris, wo er ein bekanntes Seminar führte, das in Paris ein Zentrum der an Elementarteilchenphysik interessierten Physiker war. In seinem Versuch, einen Lehrstuhl an der Sorbonne oder am Collège de France zu erhalten, war er erfolglos. Von 1950 an organisierte er ein Kolloquium in theoretischer Physik für das CNRS mit Pierre Auger und 1951 war er französischer Vertreter bei der IUPAP.
Von 1953 an litt er an Kehlkopfkrebs.
1990 wurde er postum zum Ehrenmitglied der Rumänischen Akademie der Wissenschaften ernannt.